# Pálido criminal
Pálido criminal es una novela del autor escocés Philip Kerr. Segunda de una trilogía conocida como Berlin Noir protagonizada por el detective privado Bernhard "Bernie" Gunther en el Berlín del apogeo y declive nazi. En 2006 el autor retomó la serie añadiendo nuevas novelas.

## Argumento
Berlín 1938. Bernie Gunther es un detective privado, expolicía de la Kripo, especializado en la localización de personas desaparecidas, sobre todo judíos; un trabajo bastante lucrativo en una Alemania pre-bélica. Años atrás, en el frente turco durante la I Guerra Mundial, Gunther consiguió la Cruz de Hierro y más tarde, en su etapa como policía, obtuvo cierta notoriedad cuando resolvió el caso de un estrangulador llamado Gormann.
En Pálido criminal Bernie Gunther, pese a su nula simpatía por los nazis, es obligado por el general de las SS Reinhard Heydrich a reincorporarse a la Kripo con la misión de dar caza a un psicópata que ha violado, torturado y asesinado a varias adolescentes arias. Bajo el mando de su amigo el Kriminaldirektor Arthur Nebe y con el grado de Comisario, Gunther regresa a una policía cada vez más cercana a la Gestapo e inicia una investigación contrarreloj para evitar que el asesino siga matando. Pero la investigación se complicará cuando en la misma se vean involucrados varios miembros relevantes de las SS interesados por el ocultismo que tienen un especial odio a los judíos, como Otto Rahn, Karl Maria Wiligut o el mismísimo Heinrich Himmler.
Un odio que se materializará en la noche del 9 al 10 de noviembre de 1938, la conocida como Noche de los Cristales Rotos.